# Amelia Andersdotter
Amelia Andersdotter (Enköping, 3 de agosto de 1987) é uma política sueca e eurodeputada, eleita pelo Partido Pirata nas eleições de 2009 na Suécia. Estava listada como a segunda opção do partido, atrás de Christian Engström, e assumiu o cargo graças a ratificação do Tratado de Lisboa. Ela foi a deputada mais nova do Parlamento Europeu.